# Peter Watson (Bischof)
Peter Watson (* 1936 in Sydney) ist ein anglikanischer australischer Geistlicher und emeritierter Bischof der Anglican Church of Australia.

## Leben
Watson besuchte die Canterbury Boys' High School in Sydney. Er studierte Theologie. 1962 wurde er zum Priester geweiht. 1989 wurde er Assistenzbischof des Bistums Sydney, zuerst für die Westregion, ab 1993 für die Südregion. Von 2000 bis 2005 war er als Nachfolger von Keith Rayner Erzbischof des Erzbistums Melbourne.
Watson ist verheiratet.